# Севковский сельсовет
Севковский сельсовет — упразднённая административная единица на территории Лоевского района Гомельской области Республики Беларусь.

## Состав
Севковский сельсовет включал 5 населённых пунктов:
- Глушец — деревня
- Майск — посёлок
- Новая Лутава — деревня
- Севки — деревня
- Старая Лутава — деревня